# مگنوم فوتوز
مگنوم فوتوز (آژانس عکس مگنوم) یک آژانس بین‌المللی عکس است که دو سال پس از پایان جنگ جهانی دوم، یعنی در سال ۱۹۴۷ توسط گروهی از عکاسان بنیان گذاشته شد. مگنوم که یکی از معتبرترین آژانس‌های عکس جهان محسوب می‌شود توسط چهار عکاس به نام‌های رابرت کاپا، هانری کارتیه برسون، جرج راجر و دیوید سیمور تأسیس شد.
نخستین حرکت مگنوم این بود که هریک از عکاسان خود را به گوشه‌ای از جهان بفرستد و از این رو، کاپا در ایالات متحده، کارتبه برسون در هند و شرق دور، راجر در آفریقا و دیوید سیمور در اروپا به عکاسی مشغول شدند. این چهار عکاس، از این رو به تأسیس مگنوم پرداختند تا هم خود و هم دیگر عکاسان زبده بتوانند خارج از فرمول‌های رایج در ژورنالیسم نشریه‌ای، به عکاسی بپردازند.
حق نشر عکس‌هایی که توسط عکاسان مگنوم گرفته می‌شود، از آن خود عکاسان است، نه نشریاتی که آن‌ها را چاپ می‌کنند.